# Meligalas
Meligalas (græsk: Μελιγαλάς) er en by og tidligere kommune i Messenien, Peloponnes, Grækenland. Siden kommunalreformen i 2011 er den en del af kommunen Oichalia, hvoraf den er en kommunal enhed. Den kommunale enhed har et areal på 78.193 km 2, og et indbyggertal på 3.385 (2011).
Byen er kendt for slaget ved Meligalas, som fandt sted den 13.-15. september 1944 mellem de græske modstandsstyrker fra den græske folks befrielseshær (ELAS) og de tyskvenlige sikkerhedsbataljoner. Efter slaget henrettede ELAS-styrker hundredvis af sikkerhedsbataljonister i en begivenhed, der er stadig et referencepunkt både for det yderste højre og det yderste venstre i Grækenland.